# Antti Guttorm
Antti Guttorm (* 1982) ist ein ehemaliger finnischer Snowboarder. Er startete in der Paralleldisziplin und im Snowboardcross.

## Leben und sportliche Karriere
Der Same Antti Guttorm ist in der Gemeinde Utsjoki am Ufer des bekannten Lachsflusses Teno aufgewachsen.
Mit sieben Jahren begann er mit dem Snowboarden und trat international erstmals bei den Juniorenweltmeisterschaften 2000 in Berchtesgaden in Erscheinung. Dort belegte er den 44. Platz im Parallel-Riesenslalom und den 24. Rang im Parallelslalom. In der Saison 2000/01 gab er im Parallel-Riesenslalom in Ruka sein Debüt im Snowboard-Weltcup, wobei er aber vorzeitig ausschied und errang bei den Snowboard-Weltmeisterschaften 2001 in Kreischberg in Madonna di Campiglio den 48. Platz im Parallelslalom. Bei den Juniorenweltmeisterschaften 2001 in Nassfeld fuhr auf den 57. Platz im Parallel-Riesenslalom. Im folgenden Jahr belegte er bei den Juniorenweltmeisterschaften in Rovaniemi den 44. Platz im Parallel-Riesenslalom und den achten Rang im Snowboardcross. In der Saison 2002/03 erreichte er in Bad Gastein mit Platz acht im Snowboardcross seine beste Platzierung im Weltcup. In der folgenden Saison kam er mit Platz neun im Snowboardcross am Mount Bachelor erneut unter die ersten zehn und errang mit dem 40. Platz im Snowboardcross-Weltcup sein bestes Gesamtergebnis. Bei den Snowboard-Weltmeisterschaften 2005 in Whistler fuhr er auf den 32. Platz im Snowboardcross. Seinen 28. und damit letzten Weltcup absolvierte er im Januar 2006 am Kronplatz, welchen er auf dem 25. Platz im Snowboardcross beendete.
Nachdem sich Guttorm nicht für die Olympischen Winterspiele 2006 in Turin qualifizieren konnte, beendete er seine aktive Karriere. Später war er in seiner Heimat als zertifizierter Trainer für das Fliegenfischen tätig.

## Weltcup-Gesamtplatzierungen
| Saison  | Gesamt | Gesamt | Snowboardcross | Snowboardcross |
| Saison  | Punkte | Platz  | Punkte         | Platz          |
| ------- | ------ | ------ | -------------- | -------------- |
| 2002/03 | -      | -      | 396            | 41.            |
| 2003/04 | -      | -      | 477            | 40.            |
| 2004/05 | -      | -      | 97             | 56.            |
| 2005/06 | 205    | 193.   | 205            | 47.            |